# Vítězslav Mácha
Vítězslav Mácha (n. 6 aprilie 1948, Krmelín⁠(d), Moravia-Silezia, Cehia – d. 29 mai 2023) a fost un luptător ce a reprezentat Cehoslovacia, medaliat olimpic. A participat la 4 ediții ale Jocurilor Olimpice (1968, 1972, 1976, 1980) în care a câștigat o medalie de aur și o medalie de argint.